# Sinolochmostylia sinica
Sinolochmostylia sinica är en tvåvingeart som beskrevs av Yang 1995. Sinolochmostylia sinica ingår i släktet Sinolochmostylia och familjen Pyrgotidae.
Artens utbredningsområde är Zhejiang (Kina). Inga underarter finns listade i Catalogue of Life.